# 98 Aquarelas de Motivos Marajoaras
As Aquarelas de Motivos Marajoaras são obras de uma coleção composta por 98 lâminas criada pelo artista plástico Manoel de Oliveira Pastana com referência na flora e a fauna amazônica, que atualmente faz parte do acervo do Museu do Estado do Pará (MEP) situuado na cidade brasileira de Belém (estado do Pará).
Em 1983 a coleção de lâminas foi tombada em nível estadual pelo governo do Pará.

## História
No início do século XX, a região Amazônica ainda vivia um relativo isolamento político-econômico do restante do Brasil - situção semelhante ao contexto histórico da Independência do Brasil em 1822, que resultou na Guerra dos Cabanos (1835 e 1840) na então Província do Grão-Pará - devido à distância dos grandes centros brasileiros (que primeiramente foram povoados) e às dificuldades de navegação costeira no estado do Maranhão. Estas dificuldades somadas à falta de conhecimento, gerou para a região uma imagem negativa de um lugar selvagem e insalubre onde o progresso não seria possível. Tal cenário provocou nos intelectuais da região, como Theodoro Braga e Emílio Goeldi, a necessidade de mostrar o lado bom da região através de produções pictóricas e literárias. Emílio Goeldi interessou-se pela construção de um museu, cujas obras foram iniciadas em 1895, planejando a arquitetura de diversos aspectos.
Neste contexto, também surgiu um artista que tomou como tema a Amazônia, chamado Manoel de Oliveira Pastana. Natural da cidade paraense de Castanhal, situada a 75 km da capital do estado do Pará. Com poucos recursos, mudou-se para Belém ainda adolescente, onde trabalhou principalmente como estivador e pintor de placas e, teve a oportunidade de estudar com os mestres Theodoro Braga e Francisco Estrada.
Manoel Pastana, após ficar viúvo, foi contratado pela Marinha do Brasil para desenhar máquinas, quando passou a pintar retratos e paisagens tendo referência na flora e na fauna da Amazônia, além de uma série de desenhos da cerâmica indígena arqueológica e de objetos de arte decorativa.
Os trabalhos, apesar de seu local de origem, apresentam afinidades com a produção francesa do Art Nouveau e ainda compartilham dos ideais modernistas da Semana de 1922.
Em 1935, Manoel Pastana foi convidado a trabalhar na Casa da Moeda Brasileira, situada na cidade do Rio de Janeiro, onde permaneceu até 1941. Nese período desenhou moedas, notas, selos, apólices, dentre outros trabalhos, os quais tem pouco registro museológico.
Manoel Pastana produzir arte até falecer em 25 de abril de 1984, na cidade do Rio de Janeiro.

## Tombamento
A coleção de lâminas (formada por 98 itens) foi tombada pelo Departamento de Patrimônio Histórico Artístico e Cultural do estado do Pará (DPHAC) em 25 de março de 1983.